# Hélicène
Les hélicènes sont une famille d'hydrocarbures aromatiques polycycliques de formule générique C4n+2H2n+4 (où n ≥ 6 représente le nombre de noyaux benzéniques fusionnés) caractérisés par leur géométrie hélicoïdale, d'où leur nom. Le premier terme de la série, l'hexahélicène, ou [6]hélicène, a été synthétisé dès le milieu du XXe siècle par cyclisation de Friedel-Crafts de composés d'acide carboxylique ; le plus long qui ait été préparé à ce jour est le [14]hélicène, obtenu en 1975 par photocyclisation de dérivés du stilbène.
Ces composés ont un pouvoir rotatoire très élevé en raison de la chiralité axiale induite par leur conformation hélicoïdale ; ils possèdent chacun deux énantiomères, comme l'illustre par exemple l'heptahélicène, ou [7]hélicène, représenté ci-dessous :

(P)-heptahélicène.
(M)-heptahélicène.